# Papua Nya Guinea i olympiska sommarspelen 1976
Papua Nya Guinea deltog i de olympiska sommarspelen 1976 med en trupp bestående av sex deltagare. Ingen av landets deltagare erövrade någon medalj.

## Boxning
| Idrottare     | Gren          | Omgång 1             | Omgång 2             | Omgång 3             | Kvartsfinal          | Semifinal            | Final                | Final     |
| Idrottare     | Gren          | Motståndare Resultat | Motståndare Resultat | Motståndare Resultat | Motståndare Resultat | Motståndare Resultat | Motståndare Resultat | Placering |
| ------------- | ------------- | -------------------- | -------------------- | -------------------- | -------------------- | -------------------- | -------------------- | --------- |
| Zoffa Yarawi  | Lätt flugvikt | Ochira (UGA) WO      | Hernández (CUB) 3-KO | Gick inte vidare     | Gick inte vidare     | Gick inte vidare     | Gick inte vidare     | 9         |
| Tumat Sogolik | Bantamvikt    | Meck (CMR) WO        | Chul (KOR) 2-KO      | Gick inte vidare     | Gick inte vidare     | Gick inte vidare     | Gick inte vidare     | 15        |

## Friidrott
Herrar
Bana och väg
| Idrottare          | Gren     | Heat     | Heat      | Kvartsfinal      | Kvartsfinal      | Semifinal        | Semifinal        | Final            | Final            |
| Idrottare          | Gren     | Resultat | Placering | Resultat         | Placering        | Resultat         | Placering        | Resultat         | Placering        |
| ------------------ | -------- | -------- | --------- | ---------------- | ---------------- | ---------------- | ---------------- | ---------------- | ---------------- |
| Wavala Kali        | 200 m    | 22.64    | 7         | Gick inte vidare | Gick inte vidare | Gick inte vidare | Gick inte vidare | Gick inte vidare | Gick inte vidare |
| Wavala Kali        | 400 m    | 48.85    | 7         | Gick inte vidare | Gick inte vidare | Gick inte vidare | Gick inte vidare | Gick inte vidare | Gick inte vidare |
| John Kokinai       | 5 000 m  | 14:58.33 | 11        | i.u.             | i.u.             | Gick inte vidare | Gick inte vidare | Gick inte vidare | Gick inte vidare |
| Tau John Tokwepota | 10 000 m | 32:26.96 | 14        | i.u.             | i.u.             | i.u.             | i.u.             | Gick inte vidare | Gick inte vidare |
| Tau John Tokwepota | Maraton  | i.u.     | i.u.      | i.u.             | i.u.             | i.u.             | i.u.             | 2:38:04          | 56               |
| John Kokinai       | Maraton  | i.u.     | i.u.      | i.u.             | i.u.             | i.u.             | i.u.             | 2:41:49          | 59               |

## Skytte
Trap
- Trevan Clough
  - Final - 159 poäng (35:e plats)